# Ulla Hoffmann
Ulla Hoffmann (ur. 31 marca 1942 w Solnie) – szwedzka polityk, parlamentarzystka, w latach 2003–2004 pełniąca obowiązki przewodniczącego Partii Lewicy.

## Życiorys
Z zawodu sekretarka. Zaangażowała się w działalność polityczną w ramach Partii Lewicy. W 1994 po raz pierwszy została wybrana na posła do Riksdagu. Z powodzeniem ubiegała się o reelekcję w wyborach w 1998 i 2002, zasiadając w szwedzkim parlamencie do 2006. Pełniła różne funkcje w strukturach swojego ugrupowania. W 2003, po rezygnacji Gudrun Schyman, objęła czasowo obowiązki przewodniczącej partii. Wykonywała je do 2004, gdy kierownictwo w partii przejął Lars Ohly. Zajęła się później działalnością publicystyczną w ramach tygodnika „Flamman”.